# La Demoiselle du téléphone
Pour plus de détails, voir Fiche technique et Distribution.
La Demoiselle du téléphone (Ladies Should Listen) est un film américain réalisé par Frank Tuttle, sorti en 1934.

## Synopsis
À Paris, Julian de Lussac est la cible des attentions de trois femmes lorsqu'il revient d'Amérique du Sud avec une option sur une mine de nitrate au Chili. La première, Marguerite, est la femme de Ramon Cintos, un voleur qui a suivi Julian depuis le Chili. La deuxième est Susie, la fille du millionnaire Joseph Flamberg, qui est adorée par Paul Vernet, un ami de Julian. À la demande de Cintos, Marguerite séduit Julian, qui en tombe amoureux. Lorsque Marguerite l'appelle pour le quitter, Julian menace de se tuer. Après avoir entendu cela, Anna Mirelle, la troisième femme, qui est en fait une opératrice téléphonique, se rue chez lui pour lui sauver la vie. Elle lui apprend aussi la duplicité de Marguerite.

## Fiche technique
- Titre original : Ladies Should Listen

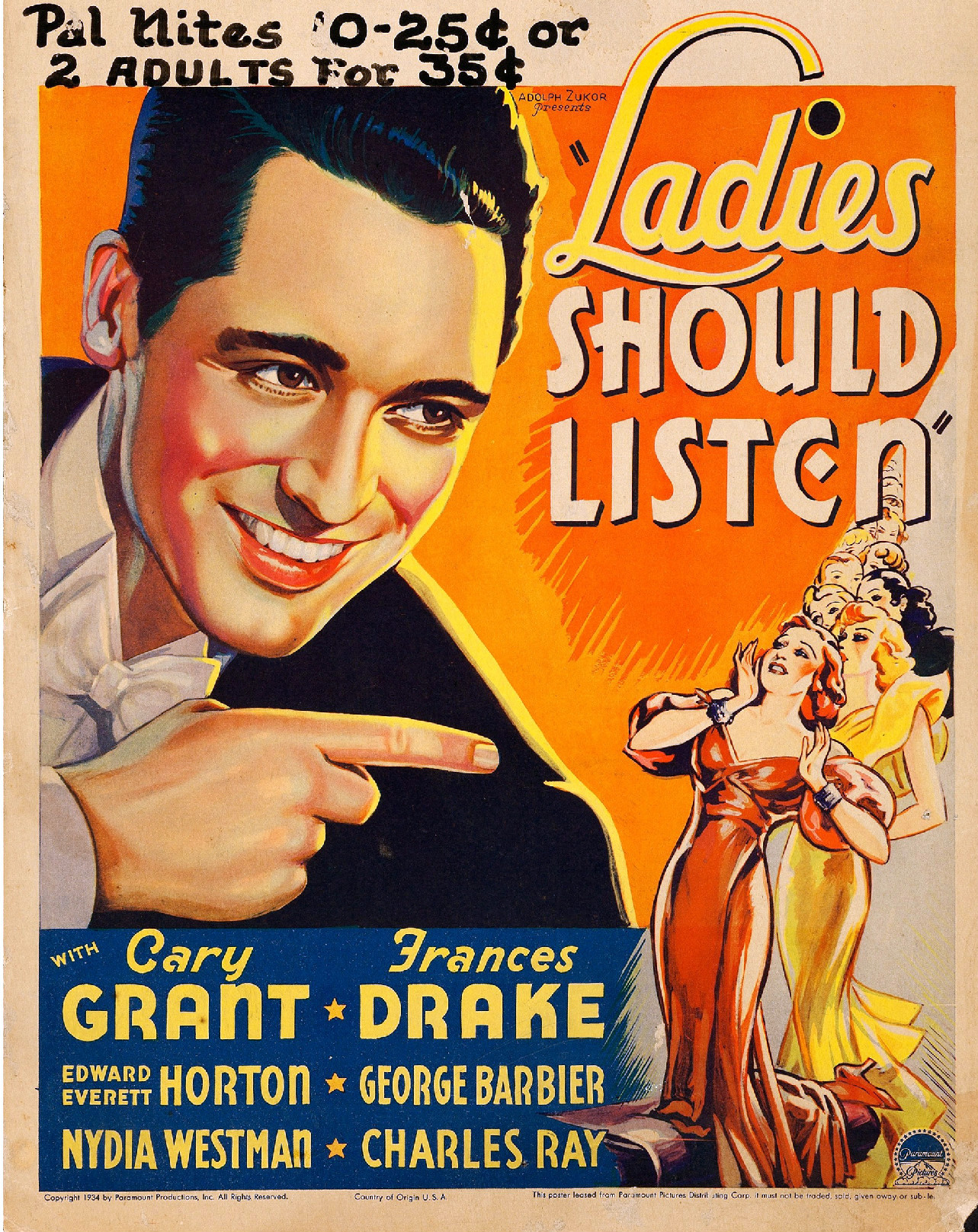
Autre affiche du film.

- Titre français : La Demoiselle du téléphone
- Réalisation : Frank Tuttle
- Scénario : Claude Binyon, Frank Butler, d'après la pièce Ladies Should Listen, adaptation par Guy Bolton de la pièce La Demoiselle de Passy d'Alfred Savoir
- Direction artistique : Hans Dreier, Ernst Fegté
- Costumes : Edith Head
- Photographie : Henry Sharp
- Son : Earl S. Hayman
- Montage : Eda Warren
- Musique : Tom Satterfield
- Production : Douglas MacLean
- Société de production : Paramount Pictures
- Société de distribution : Paramount Pictures
- Pays de production :  États-Unis
- Langue originale : anglais
- Format : noir et blanc — 35 mm — 1,37:1 — son Mono (Western Electric Noiseless Recording)
- Genre : Comédie romantique
- Durée : 62 minutes
- Dates de sortie : 
  - États-Unis : 10 août 1934
  - France : 15 février 1935

## Distribution
- Cary Grant : Julian De Lussac
- Frances Drake : Anna Mirelle
- Edward Everett Horton : Paul Vernet
- Rosita Moreno (en) : Marguerite Cintos
- George Barbier : Joseph Flamberg
- Nydia Westman : Susie Flamberg
- Charles Ray : Henri
- Charles Arnt : Albert
- Rafael Storm : Ramon Cintos
- Ann Sheridan : Adele
- Henrietta Burnside : une opératrice téléphonique
- Joseph North : le maître d'hôtel